# Scuola d'abaco

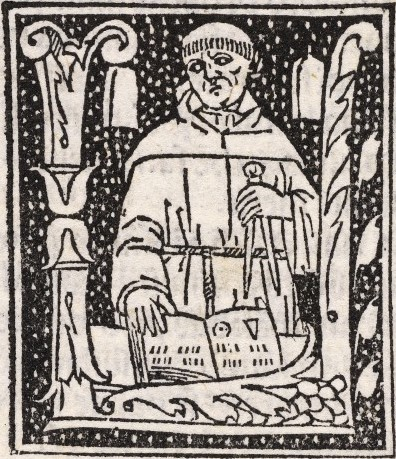
Xilografia di Luca Pacioli che appare nella Summa de arithmetica (un riassunto completo della matematica del Rinascimento, compreso l'aritmetica pratica, l'algebra di base, la geometria di base e contabilità).

Una scuola d'abaco (o abbaco) è qualsiasi scuola o insegnamento in Italia dopo il XIII secolo, il cui curriculum orientato al commercio ponesse un'enfasi speciale sulla matematica, come l'algebra, tra le altre materie.
Queste scuole sorsero dopo la pubblicazione del Liber abbaci di Leonardo Fibonacci (1202) e la sua introduzione dei numeri indo-arabi. A giudizio di Fibonacci, questo sistema - originario dell'India intorno al 400 a.C. e successivamente adottato dagli arabi - era più semplice e pratico rispetto all'utilizzo del tradizionale sistema di numerazione romano esistente. Mercanti e commercianti italiani adottarono rapidamente la scuola d'abaco come mezzo per produrre contabili, impiegati e così via; successivamente furono istituite scuole di abaco per studenti. Queste furono istituite in molti modi: i comuni potevano fare appello ai patroni per sostenere l'istituzione e trovare maestri; le istituzioni religiose potevano finanziare e supervisionare il curriculum; i maestri indipendenti potevano insegnare agli alunni. A meno che non fossero selezionati per ruoli di insegnamento retribuiti, la maggior parte dei maestri insegnava agli studenti paganti, dato che era questa la loro principale fonte di reddito.

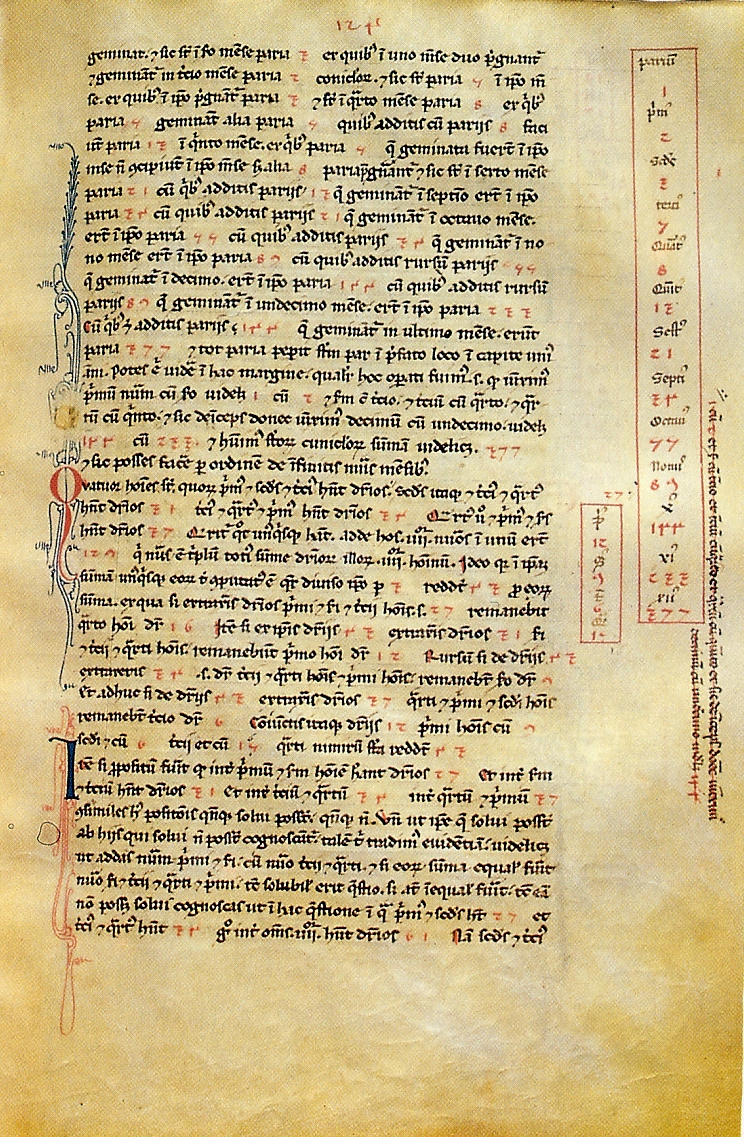
Un foglio del manoscritto su pergamena del Liber abbaci conservato nella Biblioteca Nazionale Centrale di Firenze (Codice Magliabechiano Conv. Soppr. C 1, 2616, fol. 124r).

Le parole abacus o abaco si riferiscono ai calcoli, soprattutto oggetto di calcoli diretti, e non implicano l'uso dello strumento chiamato abaco.

## Significato
Le scuole d'abaco erano significative per un paio di motivi.
In primo luogo, poiché la matematica era associata a molte professioni, compreso il commercio, vi era una crescente necessità di eliminare il vecchio sistema di numerazione romano che produceva troppi errori. Il numero di caratteri romani che un commerciante doveva memorizzare per effettuare transazioni finanziarie rispetto ai numeri indù-arabi rendeva il passaggio pratico. I commercialisti vennero introdotti per la prima volta a questo nuovo sistema attraverso Leonardo Fibonacci, che proveniva da una famiglia di imprenditori e aveva studiato matematica araba. Convinti dei suoi usi, furono quindi istituite scuole di abaco, che furono - con alcune eccezioni - dominate da ricchi mercanti. I figli ora potevano essere formati dagli insegnanti migliori e più brillanti per assumere la direzione dell'azienda di famiglia e i poveri più fortunati avevano maggiore accesso a una varietà di carriere. Anche la moralità svolse un ruolo nel determinare la frequenza scolastica dei cittadini comuni.
In secondo luogo, la lettura, la scrittura e un po' di matematica elementare come requisiti di lavoro per le occupazioni generali significavano che i livelli di alfabetizzazione aumentavano con il numero di studenti ordinari che frequentavano gli istituti o ricevevano tutoraggio a casa. Ad esempio, i marinai che desideravano salire la scala sociale dovevano avere acquisito nel proprio curriculum l'alfabetizzazione e le capacità aritmetiche. Gli stessi aspiranti maestri di abbaco devono aver studiato solo l'abbaco elementare o secondario per poter insegnare agli altri.

## Sistema scolastico
I sistemi scolastici italiani dell'abaco differivano più nella loro istituzione che nel loro curriculum durante il Medioevo. Ad esempio, le istituzioni e gli insegnanti di ruolo vennero istituiti in diversi modi, sia attraverso il patrocinio comunale, sia attraverso fondi personali di maestri indipendenti. Alcuni insegnanti di abbaco insegnavano privatamente nelle abitazioni. Tutti gli insegnanti, tuttavia, erano contrattualmente vincolati al loro accordo, il che di solito significava che potevano integrare il loro salario con diritti d'istruzione o altre tariffe. Anche il curriculum dei maestri d'abbaco era universale, in quanto le lezioni erano orientate alla soluzione di problemi commerciali. Tuttavia, queste scuole di matematica primarie e secondarie non dovevano essere confuse con materie di matematica a livello universitario.

### Istituzione
I ricchi mercanti, a causa della loro notevole influenza sui governi pubblici e del loro desiderio di educare i loro figli alla matematica commerciale, iniziarono la costruzione di scuole con il sostegno di altri genitori. I governi comunali procedevano poi ad attirare maestri d'abbaco da altri luoghi, in modo da evitare parzialità e inevitabili contese, e a selezionare i migliori in base alla qualifica, all'età e alla richiesta di stipendio. Stilarono contratti che specificavano il numero di anni di lavoro di un maestro di ruolo, il numero di studenti a cui poteva insegnare e la quota percentuale di tasse che doveva restituire al comune. I contratti di solito variavano da venti a trenta ducati o fiorini, a seconda della valuta utilizzata, da uno a tre anni. In cambio, i comuni avrebbero concesso esenzioni fiscali (totali o per metà), diritti a riscuotere le tasse (tasse scolastiche, vendita di libri di testo e materiale scolastico) e una abitazione per uso personale oltre lo stipendio annuale del maestro.
Anche gli insegnanti indipendenti potevano essere assunti dal comune, ma per salari inferiori. Il più delle volte, i maestri liberi professionisti venivano assunti da un gruppo di genitori in modo simile a quello degli accordi comunali, stabilendo così una propria scuola se il numero di studenti era di dimensioni significative. Gli apprendisti d'abbaco in formazione per diventare maestri potevano anche fare da precettori ai bambini in casa e contemporaneamente pagarsi gli studi. Dopo la laurea, tuttavia, gli apprendisti dovevano insegnare altrove per evitare di rubare studenti e guadagno al maestro.

### Curriculum
Aritmetica, geometria, contabilità, lettura e scrittura in volgare erano le materie elementari e secondarie di base del programma dell'abbaco per la maggior parte delle istituzioni, che iniziava in autunno, dal lunedì al sabato. Sebbene Grendler affermi che le ore trascorse a scuola dagli studenti potevano essere molto lunghe e durare da mezzo anno a otto mesi, Wiesner-Hanks è di opinione opposta: ragazzi e ragazze trascorrevano solo mezza giornata per un massimo di quattro mesi. In questo caso, Grendler potrebbe considerare i ricchi cittadini comuni e le classi sociali più elevate, mentre Wiesner-Hanks potrebbe considerare le classi lavoratrici.
I problemi matematici riguardavano lo scambio quotidiano di diversi tipi di beni o denaro di diverso valore, richiesti o di buona qualità, e quanto di essi veniva scambiato. Altri problemi riguardavano la distribuzione degli utili, dove ogni membro aveva investito una certa somma e avrebbe potuto in seguito ritirare una parte di tale importo. Erano presi in considerazione anche contratti di lavoro, in cui il datore di lavoro accettava una certa retribuzione nel corso di una certa durata per un certo tipo di lavoro che produceva una determinata quantità di beni, ma il lavoratore decideva di andarsene dopo un po'. La contabilità insegnò agli studenti a prendere nota del peso, della lunghezza, delle dimensioni e di altre informazioni quantitative e qualitative delle merci.

### Approfondimenti
- Black, Robert, Italian Renaissance Education: Changing Perspectives and Continuing Controversies, Journal of the History of Ideas, vol. 52, n. 2. University of Pennsylvania Press, aprile – giugno 1991.
- Carruthers, Bruce G. and Espeland, Wendy Nelson, Double Entry Bookkeeping and the Rhetoric of Economic Rationality, The American Journal of Sociology, vol. 97, n. 1. The University of Chicago Press, luglio 1991.
- Hanlon, Gregory, Early Modern Italy: A comprehensive bibliography of works in English and French, 9th ed. Baroque History Enterprises, Canada, dicembre 2005.
- Høyrup, Jens, Practitioners – school teachers – “mathematicians”: The divisions of pre-Modern mathematics and its actors. Contribution to the conference Writing and Rewriting the History of Science 1900–2000. 5–11 settembre 2003.
- Jones, Phillip S, The History of Mathematical Education, The American Mathematical Monthly, vol. 74, No. 1. Part 2. Fiftieth Anniversary Issue. Mathematical Association of America, gennaio 1967.
- Kraemer, Joel L, Humanism in the Renaissance of Islam: A Preliminary Study, Journal of the American Oriental Society, vol. 104, n. 1. Studies in Islam and the Ancient Near East Dedicated to Franz Rosenthal. American Oriental Society, gennaio – marzo 1984.
- Little, Charles E, The Italians and Their Schools, Peabody Journal of Education, vol. 10, n. 4. Lawrence Erlbaum Associates (Taylor & Francis Group), gennaio 1933.